# 紫荆关站
紫荊关站是京原铁路的一座车站。位于河北省保定市易县紫荊关镇沙岭沟村內，1971年启用，1972年12月31日开通客运。
紫荆关站离北京西站157km，离原平站281km，现为中国铁路北京局集团北京西车务段管辖的四等站。本站客运目前仅办理旅客乘降；货运仅办理专用线、专用铁路货运作业。